# Mario Klemens
Mario Klemens (3. října 1936 Chlumec nad Cidlinou – 11. ledna 2025 Praha) byl český dirigent a hudební pedagog.

## Život
Narodil se v Chlumci nad Cidlinou. Jeho otcem byl novinář a knihtiskař Václav Klemens. Rodiče byli amatérskými hudebníky, babička v domě provozovala hudební školu. Po maturitě na gymnáziu Jiřího z Poděbrad v Poděbradech v roce 1954 studoval Klemens hudbu, v roce 1959 absolvoval konzervatoř. Následně po vojenské službě studoval dirigování na AMU.
Od roku 1979 až do začátku 90. let řídil pražský Filmový symfonický orchestr (FISYO), se kterým natočil hudbu k více než 150 filmům. Až do roku 1994 také učil dirigování na pražské konzervatoři. Byl vyhledávaným koncertním i studiovým dirigentem, spolupracoval i s mnoha zahraničními orchestry.